# 川本町スクールバス
川本町スクールバス（かわもとまちスクールバス）は、島根県邑智郡川本町にて運行しているスクールバスである。地域住民の交通手段の確保のため、一般人も有償で利用できるスクールバス混乗方式を採っている。

## 概要
- 料金は1回200円均一で、12歳未満の小人は半額、保護者同伴の6歳未満の幼児は2名まで無料。
  - 回数券（11回用で10回分の料金）や、定期券（通勤と通学とがあり、それぞれ1・3・6ヵ月用がある）もある。
- 運行形態は、道路運送法の規定に基づく自家用自動車（白ナンバー車）による有償運送である。
  - 運行業務を、優美運送に委託している。[1]

## 沿革
- 1994年4月 - 運行開始。[2]

## 路線
一般利用可能な80条バスとしての運行路線は、以下の通りである。
三原線
- 川本町役場前 - 石見川本駅前 - 三俣 - 亀屋橋 - 心光寺口 - 石見三原 - 田原 - 木谷 - 因原 - 川本中学校前 - 石見川本駅前 - 川本町役場前
- 川本町役場前 - 石見川本駅前 - 三俣 - 亀屋橋 - 湯谷温泉

矢谷線
- 石見川本駅前 - 石見日向 - 因原 - 川本中学校前 - 石見川本駅前 - 市井原 - 矢谷 - 芋畑口
  - 月曜～金曜（祝祭日除く）のみの運行。

このほかに、島根中央高校通学専用として以下の路線がある。
- 高校前 - 祖式 - 大田市
- 高校／石見川本駅前 - 川戸駅 - 江津駅

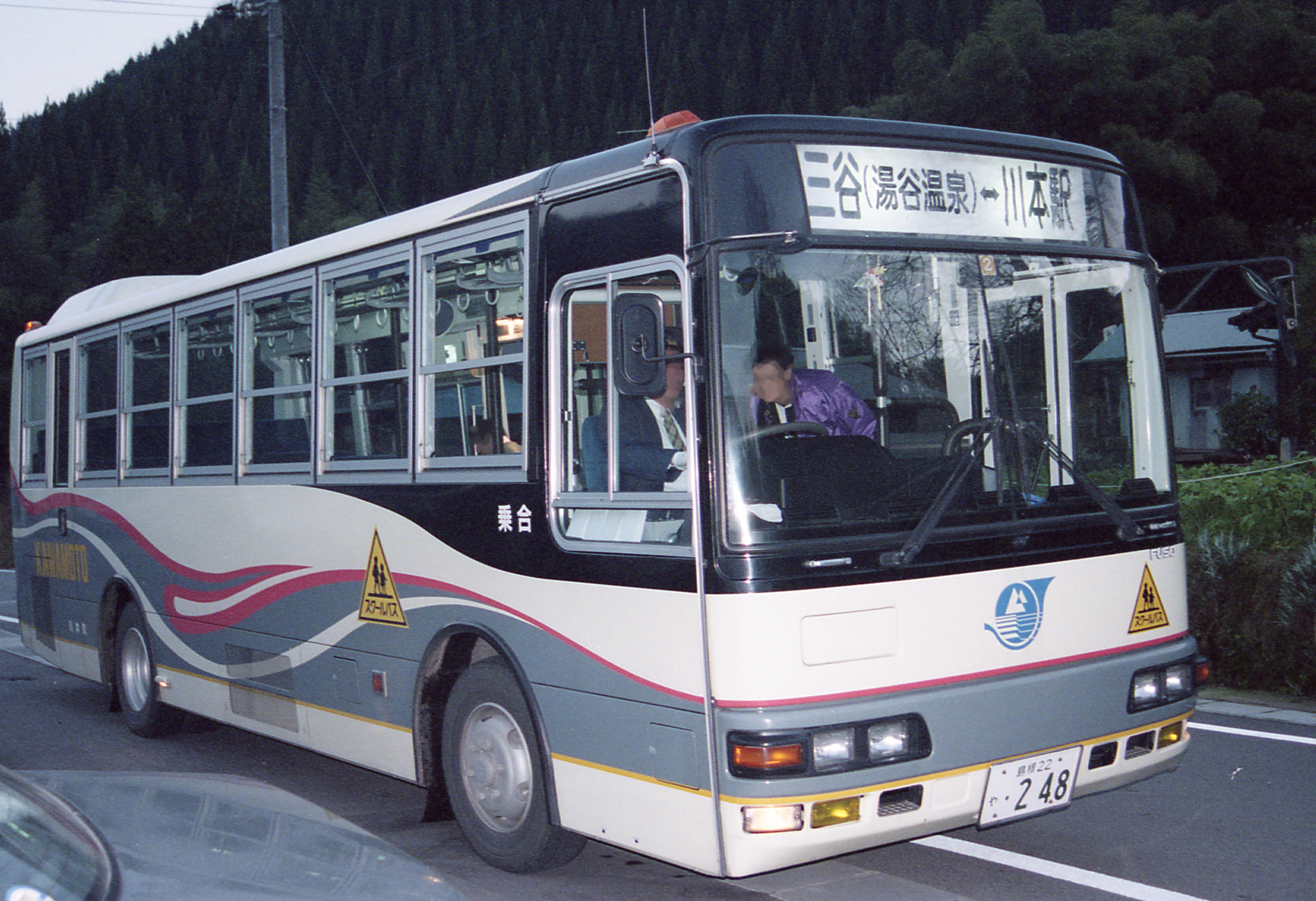
川本町スクールバスの車両（1997年当時）

- 石見川本駅前 - 石見三原 - 温泉津駅